# Mosles

Mosles este o comună în departamentul Calvados, Franța. În 1 ianuarie 2022 avea o populație de 348 de locuitori.